# Чемпионат мира по волейболу среди женских молодёжных команд 2007
14-й женский молодёжный чемпионат мира по волейболу проходил с 20 по 27 июля 2007 года в Накхонратчасиме (Таиланд) с участием 12 сборных команд, составленных из игроков не старше 20 лет. Чемпионский титул в 6-й раз в своей истории и в 4-й раз подряд выиграла молодёжная сборная Бразилии.

## Команды-участницы
Таиланд — команда страны-организатора;
Италия, Хорватия, Украина — по итогам молодёжного чемпионата Европы 2006;
Китай, Япония — по итогам молодёжного чемпионата Азии 2006;
США, Доминиканская Республика, Пуэрто-Рико — по итогам молодёжного чемпионата Северной, Центральной Америки и Карибского бассейна (NORCECA) 2006;
Бразилия — по итогам молодёжного чемпионата Южной Америки 2006;
Египет — по итогам молодёжного чемпионата Африки 2006.
Германия — по приглашению ФИВБ.

## Квалификация
Всего для участия в чемпионате мира квалифицировались 12 команд. Кроме сборной Таиланда, представлявшей страну-хозяйку чемпионата, 10 команд преодолели отбор по итогам пяти континентальных чемпионатов. Ещё одно место решением ФИВБ предоставлено Германии.
| Турнир                                               | Дата                       | Место проведения    | Команды                                  |
| ---------------------------------------------------- | -------------------------- | ------------------- | ---------------------------------------- |
| Сборная страны-организатора чемпионата               |                            |                     | Таиланд                                  |
| Чемпионат Европы среди молодёжных команд 2006        | 26 августа—3 сентября 2006 | Сен-Дье-де-Вож, Мец | Италия Хорватия Украина                  |
| Чемпионат Азии среди молодёжных команд 2006          | 1—9 октября 2006           | Накхонратчасима     | Китай Япония                             |
| Чемпионат NORCECA среди молодёжных команд 2006       | 8—13 августа 2006          | Монтеррей           | США Доминиканская Республика Пуэрто-Рико |
| Чемпионат Южной Америки среди молодёжных команд 2006 | 11—15 октября 2006         | Каракас             | Бразилия                                 |
| Чемпионат Африки среди молодёжных команд 2006        | 16—20 сентября 2006        | Александрия         | Египет                                   |
| Приглашение ФИВБ                                     |                            |                     | Германия                                 |

## Система розыгрыша
Соревнования состояли из предварительного этапа и плей-офф. На предварительной стадии 12 команд-участниц были разбиты на 2 группы, в которых играли в один круг. 4 команды (по две лучшие из каждой группы) вышли  в плей-офф за 1—4-е места и разыграли медали чемпионата. 
По подобной системе итоговые 5—8-е и 9—12-е места разыграли команды, занявшие в группах предварительного этапа соответственно 3—4-е и 5—6-е места.  

## Предварительный этап
|  | Прошедшие в плей-офф за 1-4 места |
|  | Прошедшие в плей-офф за 5-8 места |

### Группа A
| М | Команда                  | 1   | 2   | 3   | 4   | 5   | 6   | И | В | П | С/П  | О |
| - | ------------------------ | --- | --- | --- | --- | --- | --- | - | - | - | ---- | - |
| 1 | Китай                    |     | 1:3 | 3:1 | 3:0 | 3:0 | 3:0 | 5 | 4 | 1 | 13:4 | 9 |
| 2 | США                      | 3:1 |     | 1:3 | 3:0 | 3:0 | 3:0 | 5 | 4 | 1 | 13:4 | 9 |
| 3 | Германия                 | 1:3 | 3:1 |     | 1:3 | 3:0 | 3:0 | 5 | 3 | 2 | 11:7 | 8 |
| 4 | Таиланд                  | 0:3 | 0:3 | 3:1 |     | 3:0 | 3:0 | 5 | 3 | 2 | 9:7  | 8 |
| 5 | Доминиканская Республика | 0:3 | 0:3 | 0:3 | 0:3 |     | 3:1 | 5 | 1 | 4 | 3:13 | 6 |
| 6 | Египет                   | 0:3 | 0:3 | 0:3 | 0:3 | 1:3 |     | 5 | 0 | 5 | 1:15 | 5 |

- Соотношение мячей: Китай — 1,332; США — 1,225.

20 июля
Германия — США 3:1 (27:25, 14:25, 25:18, 25:21); Таиланд — Египет 3:0 (25:18, 25:23, 25:12); Китай — Доминиканская Республика 3:0 (25:8, 25:8, 25:13).
21 июля
США — Египет 3:0 (32:30, 25:12, 25:23); Германия — Доминиканская Республика 3:0 (25:12, 25:21, 25:21); Китай — Таиланд 3:0 (25:16, 25:23, 25:18).
22 июля
Доминиканская Республика — Египет 3:1 (25:22, 25:18, 23:25, 25:22); США — Таиланд 3:0 (25:20, 25:18, 25:19); Китай — Германия 3:1 (25:21, 25:22, 23:25, 25:16).
23 июля
Китай — Египет 3:0 (25:18, 25:14, 25:10); Таиланд — Германия 3:1 (20:25, 25:23, 25:22, 25:19); США — Доминиканская Республика 3:0 (25:16, 25:11, 25:12).
24 июля
Германия — Египет 3:0 (25:12, 25:12, 25:13); Таиланд — Доминиканская Республика 3:0 (26:24, 25:15, 25:6); США — Китай 3:1 (25:22, 25:22, 23:25, 25:21).

### Группа В
| М | Команда     | 1   | 2   | 3   | 4   | 5   | 6   | И | В | П | С/П   | О  |
| - | ----------- | --- | --- | --- | --- | --- | --- | - | - | - | ----- | -- |
| 1 | Бразилия    |     | 3:0 | 3:1 | 3:0 | 3:1 | 3:0 | 5 | 5 | 0 | 15:2  | 10 |
| 2 | Япония      | 0:3 |     | 3:2 | 3:2 | 3:2 | 3:1 | 5 | 4 | 1 | 12:10 | 9  |
| 3 | Украина     | 1:3 | 2:3 |     | 3:2 | 3:2 | 3:0 | 5 | 3 | 2 | 12:10 | 8  |
| 4 | Италия      | 0:3 | 2:3 | 2:3 |     | 3:0 | 3:1 | 5 | 2 | 3 | 10:10 | 7  |
| 5 | Хорватия    | 1:3 | 2:3 | 2:3 | 0:3 |     | 3:2 | 5 | 1 | 4 | 8:14  | 6  |
| 6 | Пуэрто-Рико | 0:3 | 1:3 | 0:3 | 1:3 | 2:3 |     | 5 | 0 | 5 | 4:15  | 5  |

20 июля
Япония — Украина 3:2 (25:23, 25:19, 17:25, 20:25, 16:14); Бразилия — Хорватия 3:1 (25:20, 17:25, 25:17, 25:12); Италия — Пуэрто-Рико 3:1 (22:25, 25:16, 25:20, 25:16).
21 июля
Бразилия — Япония 3:0 (25:16, 25:19, 25:13); Украина — Пуэрто-Рико 3:0 (25:21, 25:21, 25:22); Италия — Хорватия 3:0 (26:24, 25:23, 25:21).
22 июля
Бразилия — Украина 3:1 (25:20, 19:25, 25:18, 25:19); Япония — Италия 3:2 (27:25, 22:25, 25:23, 16:25, 15:9); Хорватия — Пуэрто-Рико 3:2 (25:21, 25:22, 22:25, 20:25, 15:11).
23 июля
Япония — Пуэрто-Рико 3:1 (25:21, 23:25, 25:13, 25:18); Украина — Хорватия 3:2 (16:25, 25:16, 21:25, 25:16, 17:15); Бразилия — Италия 3:0 (25:14, 25:19, 25:13).
24 июля
Япония — Хорватия 3:2 (25:21, 19:25, 19:25, 30:28, 15:6); Бразилия — Пуэрто-Рико 3:0 (25:17, 25:10, 25:17); Украина — Италия 3:2 (20:25, 25:18, 10:25, 27:25, 15:11).

## Плей-офф

### За 9—12-е места

#### Полуфинал
26 июля
Пуэрто-Рико — Доминиканская Республика 3:0 (25:15, 25:18, 25:18).
Хорватия — Египет 3:0 (25:19, 25:11, 25:12).

#### Матч за 11-е место
27 июля
Доминиканская Республика — Египет 3:0 (25:15, 25:21, 25:11).

#### Матч за 9-е место
27 июля
Пуэрто-Рико — Хорватия 3:1 (27:29, 25:19, 26:24, 25:17).

### За 5—8-е места

#### Полуфинал
26 июля
Италия — Германия 3:0 (25:14, 25:21, 25:21).
Украина — Таиланд 3:0 (25:14, 25:23, 25:17).

#### Матч за 7-е место
27 июля
Германия — Таиланд 3:1 (27:25, 25:10, 22:25, 25:23).

#### Матч за 5-е место
27 июля
Италия — Украина 3:1 (18:25, 25:21, 25:17, 25:22).

### За 1—4-е места

#### Полуфинал
26 июля
Китай — Япония 3:0 (25:21, 25:15, 25:15).
Бразилия — США 3:0 (25:14, 25:19, 25:15).

#### Матч за 3-е место
27 июля
Япония — США 3:2 (25:16, 14:25, 25:17, 20:25, 25:23).

#### Финал
27 июля
Бразилия — Китай 3:1 (25:22, 24:26, 26:24, 25:14). Отчёт

## Итоги

### Положение команд
| Место | Команда                  |
| ----- | ------------------------ |
| 1     | Бразилия                 |
| 2     | Китай                    |
| 3     | Япония                   |
| 4     | США                      |
| 5     | Италия                   |
| 6     | Украина                  |
| 7     | Германия                 |
| 8     | Таиланд                  |
| 9     | Пуэрто-Рико              |
| 10    | Хорватия                 |
| 11    | Доминиканская Республика |
| 12    | Египет                   |

### Призёры
Бразилия: Эрика Адаши, Камила Брайт, Камила Монтейро, Бетина Шмидт, Силвана Папини, Присцила Даройт Морейра, Наталия Перейра, Аманда Франсиско, Рената Маджони, Мария де Лурдес Силва, Тандара Кайшета, Ингрид Феликс. Главный тренер — Луизомар Моура.
  Китай: Фань Линьлинь, Си Си, Шэнь Цзинси, Чэнь Яо, Ван Цянь, Хо Хуань, Инь На, Янь Ни, Ван Чэнь, Ян Цзюньцзин, Чжао Яньни, Хуэй Жоци. Главный тренер — Цай Бинь. 
  Япония: Мидзуо Исида, Коёми Томинага, Мио Ватанабэ, Кэйки Нисияма, Мику Идзуока, Минами Амадзуцуми, Тихиро Като, Аюми Хаттори, Харука Сунада, Мио Такахаси, Кёко Катасита, Нанами Иноуэ. Главный тренер — Кадзухико Каку.

### Индивидуальные призы
- MVP:  Наталия Перейра
- Лучшая связующая:  Мио Ватанабэ
- Лучшая нападающая:  Наталия Перейра
- Лучшая блокирующая:  Камила Монтейро
- Лучшая либеро:  Камила Брайт
- Лучшая на подаче:  Келли Мёрфи
- Самая результативная:  Наталия Перейра